# Buddyprisen
Le Buddyprisen, ou Buddy-prisen (en français : prix Buddy), est une distinction annuelle dans le domaine du jazz norvégien, décernée par la Norsk jazzforbund, puis par le Norsk jazzforum, depuis 1956.

## Déroulement
Le prix est décerné à un musicien qui se distingue en tant qu'interprète « exceptionnel » de son instrument et qui contribue également de manière significative à la popularisation du jazz et à la sensibilisation à ce genre musical. Le lauréat reçoit la « Buddystatuetten » (litt. : statuette Buddy), du trompettiste américain Buddy Bolden (1877–1931). La statuette est créée à l'origine par l'artiste plasticienne Lise Frogg (1929-1958), propriétaire de Kunstnerkroa, qui le décerne également pour la première fois à Rowland Greenberg au Penguin Club le 22 avril 1956. À la place de la Buddystatuetten, une œuvre d'art créée par l'artiste Jo Vogt (1917–1977) est décernée entre 1970 et 1972. À partir de 1987, une bourse de voyage est également attribuée. Le Buddyprisen s'accompagne d'un prix en espèces qui, en 2023, s'élève à 75 000 couronnes norvégiennes. 
En 2023, la distinction devient l'une des catégories du nouveau Jazzprisen, qui est organisé tous les deux ans par le Norsk jazzforum. En outre, le Buddyprisen continue d'être décerné pendant les années où la remise des Jazzprisen n'est pas organisée, et reste un prix annuel.